# Antoniotto Usodimare
Antoniotto Usodimare o Usus di Mare (1416–1462) Va ser un comerciant i explorador genovès al servei del príncep portuguès Enric el Navegant. Conjuntament amb Alvise Cadamosto, Usodimare va descobrir una gran part de la costa d'Àfrica Occidental en dos viatges coneguts el 1455 i 1456. Va descobrir en particular les illes de Cap Verd i la costa de Guinea des del riu Gàmbia al riu Geba (a Guinea Bissau)

## Antecedents
Antoniotto Usodimare era un prominent comerciant i ciutadà de la República de Gènova, un director de la seca genovesa i accionista del Banco di San Giorgio. Tanmateix la seva sort aviat van prendre un mal gir. Al voltant de 1450 Usodimare va fugir de Gènova per escapar dels seus creditors, fent camí primer a Sevilla i després a Lisboa. finalment va entrar al servei del príncep portuguès Enric el Navegant, amb l'esperança que mitjançant la participació en el rendible comerç portuguès en la costa d'Àfrica Occidental, que podria recuperar ràpidament la seva fortuna i pagar els seus deutes.
En algunes fonts, Antoniotto Usodimare és confós amb António de Noli, un altre explorador genovès al servei del príncep Enric que segons les memòries del capità portuguès Diogo Gomes, també va ser al riu Gàmbia i (re) descobrí les illes de Cap Verd en 1462. Tot i que les coincidències són interessants, no hi ha proves que siguin el mateix home.

## Expedicions a Àfrica
Antoniotto Usodimare va salpar a principis de 1455 en una caravel·la portuguesa, probablement, subministrada pel príncep Enric el Navegant, acompanyada d'una altra caravel·la amb un hisendat portuguès del que no es coneix el nom. En el camí, el juny de 1455, al voltant de la península de Cap Vert, es va topar amb Alvise Cadamosto, un capità venecià també al servei d'Enric. Van unir les seves forces i van procedir a buscar plegats la desembocadura del riu Gàmbia al juny de 1455. No obstant això, trobaren una forta hostilitat dels nadius riu amunt i els vaixells van tornar a Portugal. És aquí on Antoniotto Usodimare va escriure la seva famosa carta (de 12 de desembre de 1455) als seus creditors aGènova, donant un informe (força exagerat) de la seva expedició a Gàmbia, i la promesa que en la seva pròxima expedició hi guanyaria prou diners per pagar-los.

Antoniotto Usoadimare, junt amb Alvise Cadamosto i un tercer capità portuguès de nom desconegut, salpà de nou el maig de 1456. En el camí, es van desviar de la costa de Senegàmbia per evitar una tempesta, i va acabar descobrint les illes de Cap Verd (unes 300 milles de la costa). Va considerar sense interès les illes deshabitades, van tornar a la costa, i navegaren pel riu Gàmbia un cop més. Aquesta vegada no va trobar cap oposició hostil a la seva arribada. Van navegar probablement fins a 100 km aigües amunt, i realitzaren algun petit comerç amb els nadius malinkes, però es van sentir decebuts en trobar poques evidència de l'abundància d'or o pebre que havien esperat trobar riu amunt. Resolts a explorar més a fons, Antoniotto i Cadamosto salparen al sud d'un lloc desconegut de la costa Guinea, descobrint la desembocadura del riu Casamance, cap Roxo, el riu Cacheu, arribant fins a la desembocadura del riu Geba i les illes Bijagos (moderna Guinea Bissau). A mesura que els intèrprets a bord les naus portugueses (probablement wòlofs i malinkes) no podien entendre la llengua dels pobles locals tan al sud, els capitans van ser incapaços de fer-ne cap consulta en profunditat. Llavors van salpar de nou a Portugal.

## Viatges posteriors
Pel que sembla, la segona expedició va resultar ser prou rendible a Antoniotto Usodimare per pagar als seus creditors, quan tornà a Gènova poc després. En 1458, Usodimare va ser enviat com un agent de la casa comercial de Marchionni a la colònia genovesa de Caffa a la Mar Negre. Va morir en 1462.
En 1929 la marina reial italiana anomenà un destructor classe Navigatori amb el seu nom. L' Antoniotto Usodimare es va enfonsar el juny de 1942.

## La carta d'Usodimare
Al retorn de la seva primera expedició, Antoniotto Usodimare va escriure una famosa carta, de 12 de desembre de 1455, als seus creditors de Gènova, informant-los del seu recent viatge, Encara que barrejada amb grans exageracions i mitges veritats. No hi esmenta Cadamosto en la seva carta, i en el seu lloc dona la impressió que va navegar només profundament en el riu Gàmbia. Diu que va arribar als pocs dies de la seu de l'Imperi de Mali i dins de la distància de viatge a les terres de Preste Joan (Imperi Etíop). En una indubtable fabricació, Usodimare afirma haver arribat gràcies a un home d'ascendència genovesa al llarg de les costes de Gàmbia, aparentment un descendent dels supervivents de l'expedició dels exploradors Ugolino i Vandino Vivaldi de 1291.
Antoniotto Usodimare va dir als seus creditors que havia estat enviat a Gàmbia com a ambaixador del rei Alfons V de Portugal, per negociar un tractat de pau amb el "Rei de Gàmbia", i que tenia previst tornar l'any següent per escortar el seu homòleg, l'ambaixador de Gàmbia, de tornada a casa. Per tal d'interessar als seus creditors, Usodimare va anticipar que probablement faria prou diners en aquest segon viatge per pagar la totalitat del deute. La carta expressa el primer esment conegut que la pebre malagueta es podria trobar a la regió de Guinea i una estranya menció a una assegurança marítima presa per capitans d'Enric.
La carta d'Usodimare, escrit en un llatí il·legible, va ser descoberta al voltant de 1800 en un manuscrit per Giacomo (Jacob) Gråberg, un mercader suec resident a Gènova, en els arxius de la ciutat, com a part d'un dels tres documents reunits per un cartògraf genovès del segle xv (possiblement Barthelemi Pareto) com a elements per guiar la construcció d'una nova carta portolana. La carta va ser publicada per primera vegada en 1802 en la revista de Gråberg, i s'ha reproduït moltes vegades des de llavors.